# Ditazol
Ditazolul este un medicament utilizat ca antiagregant plachetar, dar prezintă și efect analgezic și antiinflamator. Este utilizat în Spania și Portugalia.